# Pagar Dewa (Manna)
Pagar Dewa is een bestuurslaag in het regentschap Bengkulu Selatan van de provincie Bengkulu, Indonesië. Pagar Dewa telt 1978 inwoners (volkstelling 2010).